# Сізіф I
Сізіф I (грец. Σίσυφος; д/н — 350-ті до н. е.) — тетрарх Фарсалу (Фессалія).

## Життєпис
Походив з роду Агіадів. Син Даоха I, тагоса (верховного вождя Фессалії. Втім після смерті останнього 404 року до н. е. з невідомих причин поступився владою Менону. Можливо Сізіф був досить молодим. Тому твердження про його участь у кампанії 401 року до н. е. найманців-греків під орудою Кіра Молодшого є сумнівним.
Напевне лише після цього зумів стати тетрархом Фарсалу. Проте його влада була доволі непевною, оскільки вимушений був постійно радитися із знаттю. Десь наприкінці 380-х або на початку 370-х років до н. е. поступився владою Полідаму, який став союзником Ясона Ферського, тагоса Фессалії.
У 370 році до н. е. після вбивства Поліджама тагосом Поліфроном зумів більш певно закріпитися у владі. У 369—368 роках до н. е. єдиним в Фессалії зумів відбити напад чергового тагоса Александра Ферського. Невдовзі уклав союз з Філіппом II, царем Македонії.
Дата смерті Сізіфа I невідома, але напевне сталося наприкінці 360-х або на початку 350-х років до н. е. Йому спадкував син Даох II.